# Хун Сюцюань
Хун Сюцюа́нь (кит. упр. 洪秀全, пиньинь Hóng Xiùquán; предположительно январь 1813 — 1 июня 1864) — лидер Тайпинского восстания и провозглашённого тайпинами «Небесного государства великого благоденствия».

## Детство и юность
Хун Сюцюань родился в бедной семье, происходящей из хакка, в провинции Гуандун на юге Китая. Как самый способный из трёх сыновей он имел возможность посещать школу и впоследствии стал деревенским учителем. В надежде получить пост чиновника Сюцюань несколько раз пытался сдать государственный экзамен, но безуспешно. Однако в городе Гуанчжоу, где проходили экзамены, в руки молодого учителя попадают трактаты христианских миссионеров. Он также слушает проповеди Лян Фа — ученика Р. Моррисона. Позже, во время болезни, у Хуна (согласно его автобиографии) случается ряд видений, в которых Бог-Отец и Иисус Христос поручают ему дело борьбы с демонами на земле. После шести лет учительствования в родной деревне, Хун начинает проповедовать, обращает в христианство своего двоюродного брата Ли, а после с помощью него несколько других своих родственников.

## Основание религиозного движения
Начиная с 1844 года Хун усиленно занимается изучением христианства, сочинением трактатов и од на религиозные темы. В это время его ближайший друг Фын Юньшань успешно проповедует учение Хуна, основанное на идее мессианской роли последнего, среди крестьян хакка и мяо. Целые деревни переходят в новую веру и разрушают древних идолов, заменяя их новыми.
В скором времени в рядах сторонников Хуна находились тысячи людей. Была сформирована военная группировка под названием «Воины Бога». К этому моменту движением заинтересовалось тайное общество Триад, которое преследовало цель свержения маньчжурской династии. Присоединение общества Триад к Воинам Бога, равно как и стремление крестьянства к аграрной реформе придало движению весомый политический аспект, впоследствии ставший основным.

## Начало и расцвет восстания тайпинов

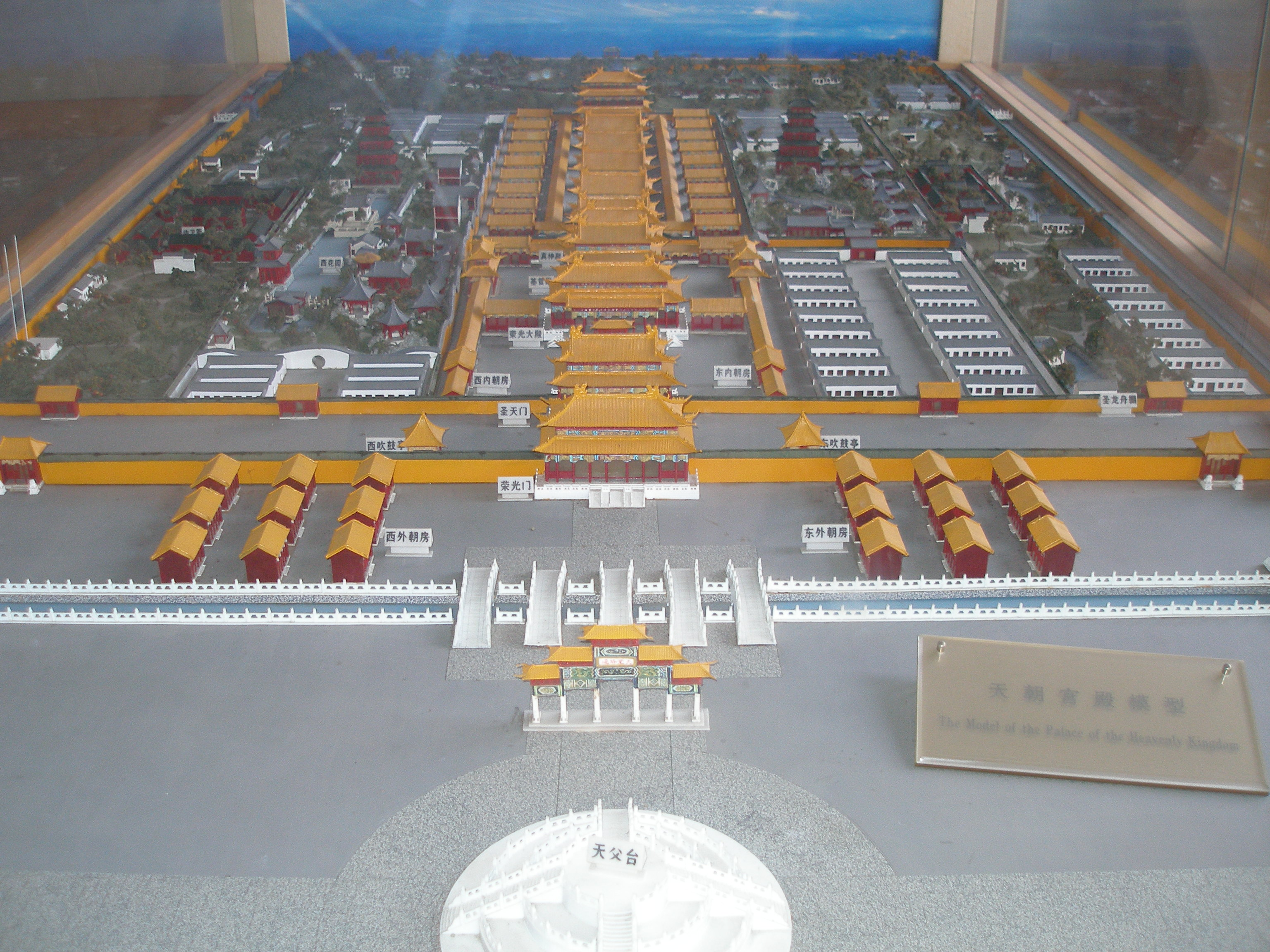
Реконструкция резиденции Хун Сюцюаня в Нанкине.

В 1850 году Хуном и его сподвижниками было принято решение о начале восстания. Оно разразилось в районе Цзиньтяня (провинция Гуанси). После взятия нескольких районов Хун Сюцюань 25 сентября 1851 года был объявлен «Небесным Царём» (Тянь Ван) «Небесного государства великого благоденствия» (Тайпин тяньго). После кровопролитных стычек с частями цинской армии повстанцы отступили в провинцию Хунань. Ряды тайпинов пополняли в основном бандитские шайки, пираты и деревенская беднота. Ко времени подхода к Янцзы численность их составляла уже полмиллиона человек. Высокая численность, фанатизм и строгая организация тайпинов позволили им одержать ряд побед над деморализованными и неспособными цинскими войсками. Важнейшей из них стало взятие в конце марта 1853 года Нанкина, одного из крупнейших городов страны, бывшего некогда столицей. Теперь Хун сделал его столицей государства тайпинов.
К 1855 году тайпины достигли вершины своего успеха. Бо́льшая часть провинций Аньхой, Цзянсу, Чжэцзян, Цзянси и Хубэй — почти весь средний Китай — находилась под их властью. Одно время войска тайпинов стояли всего в ста километрах от Пекина.

## Закат восстания тайпинов и гибель Хуна
Однако с 1856 года звезда тайпинов начала неуклонно заходить. Ян Сюцин, один из «Небесных Принцев», попытался сместить Хун Сюцюаня с верховного поста. С помощью Вэй Чанхоя, другого принца, Хуну удалось разделаться с Яном, однако после этого Вэй развернул кампанию чисток среди тайпинов, которая коснулась даже личных слуг самого Хуна. Небесному Царю пришлось сместить и этого Принца. После этого Хун разочаровался в своих сподвижниках и отошёл от политики, проводя время со своим гаремом.
На военном поприще тайпины также всё чаще терпели поражение. Армия Цзэн Гофаня, талантливого цинского полководца, а также англо-французские войска, поначалу симпатизировавшие тайпинам, занимали область за областью. 31 мая 1864 года началась осада Нанкина. Неудачи и болезнь ввергли Хуна в депрессию, а впоследствии и слабоумие. В начале июня 1864 года, незадолго до падения своей столицы, Хун Сюцюань покончил жизнь самоубийством, приняв яд. После его смерти власть осуществлялась от имени его сына, Хун Тянгуйфу, однако последний реально не правил, вскоре был схвачен цинским правительством и казнён вместе с другими вождями восстания.